# Elena Faba de la Encarnación
Elena Faba de la Encarnación, née le 23 juin 1963, est une femme politique espagnole membre de Ciudadanos.
Elle est élue députée de la circonscription de Barcelone lors des élections générales de décembre 2015.

## Biographie

### Profession
Elena Faba de la Encarnación est titulaire d'une licence en psychologie, d'une licence en techniques supérieures de la communication et d'une licence en relations publiques et publicité par l'Université de Barcelone. Elle est consultante en communication, marketing, innovation et stratégie digitale. Elle est cheffe d'entreprise et présidente du cercle des femmes d'affaires.

### Activités politiques
Le 20 décembre 2015, elle est élue députée pour Barcelone au Congrès des députés et réélue en 2016.